# Briceño (Sopó)
Briceño es un centro poblado del municipio de Sopó (Cundinamarca).

## Geografía
Briceño se encuentra localizada en el norte del municipio de Sopó entre las veredas Aposentos y La Diana, por la Ruta Nacional 55 Autopista Norte, en los límites con Tocancipá. A su influencia se encuentran el cerro Tibitóc y el río Teusacá (afluente del Bogotá, que desemboca cerca de ella). 
Dista de 4,6 Km del casco urbano de Sopó al sureste, 5,9 Km del de Tocancipá al oriente, 16.4 Km de Chía (centro) y de Bogotá (límites) al suroeste y 9,7 KM de Zipaquirá al norte.

## Historia
Debe su nombre al ingeniero Eduardo Briceño Díaz, que como gobernador de Cundinamarca entre 1920 y 1925, culminó el tendido del Ferrocarril del Nordeste por el municipio de Sopó creándose una estación con su apellido para cargue de carbón y ganado, que entró a funcionar en 1926. En 1972, la Asamblea Departamental de Cundinamarca la eleva a inspección departamental por medio de la ordenanza 025, permaneciendo hasta 1997 cuando es integrada a Sopó como inspección municipal.

## Sitios importantes
A pesar de que es un lugar que delimita a Sopó y a Tocancipá, dentro de su área de influencia hay sitios importantes frecuentados sobretodo por turistas de Bogotá y habitantes de la Sabana:
- Estación del Ferrocarril Eduardo Briceño (actualmente como biblioteca pública perteneciente a la Red de Bibliotecas Eduardo Carranza Fernández).[3]
- Autódromo de Tocancipá
- Parque Jaime Duque
- Parque Puente Sopó (administrado por la CAR Cundinamarca)[4]
- Planta de Tratamiento de Agua de Tibitóc (administrado por Acueducto de Bogotá)[5]

## Movilidad
Se llega por la Ruta Nacional 55 desde Bogotá y por las vías de Tibitóc (a Zipaquirá) y de Pueblo Viejo (a Sopó). Cuenta además con transporte del Ferrocarril de la Sabana desde el Centro Comercial Gran Estación de Bogotá para fines de semana en Zipaquirá y luego ir por la vía mencionada al sur.